# Lieah
Lieah é uma cidade do Paquistão localizada na província de Punjab.